# Geoffrey Koziol
Geoffrey Koziol – amerykański historyk mediewista, zajmujący się historią średniowiecznej Francji, w szczególności rytuałem i komunikacją społeczną w społeczeństwie średniowiecznym, a także dyplomatyką i historią monastycyzmu. W 1982 roku uzyskał tytuł doktora na Stanford University, od 1992 roku związany jest z University of California.

## Publikacje

### Monografie
- Begging Pardon and Favor. Ritual and Political Order in Early Medieval France, New York 1992. (wyd. pol.: Błaganie o przebaczenie i łaskę. Porządek rytualny i polityczny wczesnośredniowiecznej Francji, tłum. Zbigniew Dalewski, Warszawa 2009)
- The Politics of Memory and Identity in Carolingian Royal Diplomas The West Frankish Kingdom (840-987), Turnhout 2012, ISBN 978-2-503-53595-1

### Artykuły
- What ever happened to wisdom? Why we have Mirrors for Princes but none for Presidents, [w:] Why the Middle Ages Matter, red.: Celia Chazelle et al., New York 2012, s. 183-198
- What Charles the Simple told the canons of Compiègne, [w:] Understanding Monastic Practices of Oral Communication, red.: Steven Vanderputten (Turnhout: Brepols, 2011), 159-181
- Is Robert I in Hell? The diploma for Saint-Denis and the mind of a usurper (January 25, 923), "Early Medieval Europe", 14/3 (2006), s. 233-267
- Charles the Simple, Robert of Neustria, and the vexillaof Saint-Denis, "Early Medieval Europe", 14/4 2006, s. 355-390
- The Dangers of Polemic: Is Ritual Still an Interesting Topic of Historical Study?, "Early Medieval Europe", 11/4 (2002), s. 367-388
- Political Culture, [w:] France in the Central Middle Ages, 900-1200, red.: Marcus Bull, The Short Oxford History of France, red.: William Doyle, Oxford 2002, s. 43-76
- England, France, and the Problem of Sacrality in Twelfth-Century Ritual, [w:] Cultures of Power: Lordship, Status, and Process in Twelfth-Century Europe, red.: Thomas N. Bisson, Philadelphia 1995, s. 124-148.
- Monks, Feuds, and the Making of Peace in Eleventh-Century Flanders, [w:] The Peace of God: Social Violence and Religious Response, ed. Thomas Head, Richard Landes, Ithaca 1992, s. 239-259